# АСК Полис (футбольный клуб)
«АСК Полис» — мавританский футбольный клуб из Нуакшота, выступающий в местной Премьер-лиге. Клуб был основан в 1973 году.

## История
Клуб представляет Национальную полицию Мавритании. Вместе с другим мавританским клубом, «Гард Насьоналем» до 2019 года являлся рекордсменом по количеству титулов в национальных чемпионатах, завоевав 7 чемпионств, все из них были выиграны в период с 1981 по 1991 год. Кроме чемпионств в чемпионате, клуб завоевал два Кубка Мавритании.
Благодаря победам в чемпионате, команда несколько раз получала право принять участие в континентальных соревнованиях, однако успехов в них не добилась. Самым лучшим выступлением клуба на международной арене считается участие в Кубке африканских чемпионов 1988 года, где «АСК Полис» дошел до 1/8 финала, выбив по пути команду Sierra Fisheries из Сьерра-Леоне, а затем сенегальский клуб SEIB Diourbel, но в конечном итоге проиграв марокканской команде «ФАР» (2:6)
В сезоне 2022/2023 команда финишировала на последнем 14 месте и впервые в своей истории вылетела из высшей лиги страны.